# Roger Rivière
Vous lisez un « bon article » labellisé en 2017.
Pour les articles homonymes, voir Rivière (homonymie).
Roger Rivière, né le 23 février 1936 à Saint-Étienne (Loire) et mort le 1er avril 1976 à Saint-Galmier (Loire), est un coureur cycliste professionnel français. Triple champion du monde de poursuite de 1957 à 1959, il compte également un titre de champion de France de la discipline et établit à deux reprises le record de l'heure sur le vélodrome Vigorelli de Milan, en 1957 et 1958.
Après avoir travaillé comme ajusteur, Roger Rivière se révèle dans les rangs amateurs en gagnant notamment le Tour d'Europe 1956 et deux étapes de la Route de France la même année. Il passe professionnel en 1957 au sein de la formation Saint-Raphaël-Géminiani et court principalement sur piste, avant de se consacrer à la route à partir de la saison 1959. Il y fait ses débuts dans le Tour de France en gagnant deux étapes contre-la-montre et en prenant la quatrième place du classement général final. Cette même année, il remporte deux étapes du Tour d'Espagne, dont il se classe sixième. Leader de l'équipe de France sur le Tour 1960, il y remporte trois étapes avant de chuter dans un ravin dans la descente du col de Perjuret, lors de la quatorzième étape entre Millau et Avignon, le 10 juillet. Souffrant notamment de deux fractures de la colonne vertébrale, il reste paralysé plusieurs jours et doit mettre fin à sa carrière professionnelle, à seulement 24 ans.
Ne pouvant retrouver la motricité complète de ses jambes, Roger Rivière cherche à se reconvertir dans la restauration, puis monte plusieurs affaires dont un centre de vacances, un garage ou une discothèque, et connaît à chaque fois la faillite. Sa dépendance au palfium qu'il absorbe pour atténuer ses douleurs fait de lui un toxicomane et le conduit devant les tribunaux. Également inquiété dans une affaire de braquage quelques années plus tard, avant d'être finalement mis hors de cause, il meurt à l'âge de 40 ans d'un cancer du larynx.

## Biographie

### Jeunes années
Roger Rivière naît le 23 février 1936 à Saint-Étienne. Son père, Pierre Rivière, est originaire de Saint-Jean-Soleymieux et tient un atelier de polissage-chromage de cycles. Sa mère, Catherine Grail, est femme de ménage. Roger a une sœur, Marcelle, de six ans son aînée. C'est elle qui lui apprend à monter à vélo à l'âge de neuf ans, sur la bicyclette de sa mère. Roger Rivière reçoit son premier vélo de course à Noël en 1946. La famille vit dans un appartement de la rue Grange-de-l'Œuvre à Saint-Étienne et Roger fréquente l'école primaire de la rue des Passementiers. Jean Vaux, l'un de ses instituteurs qui est également président du Vélo-club Stéphanois, un club omnisports, lui propose de s'y inscrire et Roger y pratique dans un premier temps le football. Après avoir obtenu son certificat d'études primaires, il intègre le lycée Sainte-Thérèse et prépare un CAP de mécanicien de précision. Parallèlement, il s'intéresse au cyclisme et collectionne les photos des champions de l'époque qu'il découpe dans les revues sportives qu'il achète. Dès lors, il s'oriente vers la pratique du cyclisme et passe ses premiers brevets cyclo-sportifs sur un vélo que lui prête Jean Vaux. À 16 ans, il signe une licence d'amateur au Vélo-Club Stéphanois.

### Carrière chez les amateurs
À la fin de l'année 1952, il se classe deuxième d'un contre-la-montre puis remporte sa première course l'année suivante, le Grand Prix des Canuts, à Charlieu. Il rejoint ensuite le Saint-Étienne-Cycle, club présidé par Mr Montcoudiol, le patron de l'usine qui l'emploie alors comme ajusteur. Il s'entraîne quotidiennement en montant le col de la République et fait ses débuts sur piste au vélodrome de Saint-Étienne pendant l'hiver 1953-1954. Il s'y distingue et attire notamment l'attention de l'ancien champion olympique Georges Wambst. En 1954, Roger Rivière obtient deux succès sur route, le prix de Rive-de-Gier et le prix du Monastier, puis l'année suivante, il remporte sept victoires dont le Grand Prix de Firminy, le Grand Prix de Saint-Étienne et le Prix Philips à Clermont-Ferrand,. Cette même année 1955, il se classe deuxième du championnat de France de poursuite amateur, battu en finale par Pierre Brun au vélodrome de la Cipale. Il est alors engagé par Georges Wambst pour disputer un match routiers-pistards au Parc des Princes, moyennant la somme de 15 000 francs. Il y est opposé à plusieurs gloires du cyclisme français, dont Jacques Anquetil et André Darrigade, mais tient son rang. Il prend ensuite la troisième place du championnat d'hiver de l'omnium en janvier 1956 derrière Jacques Bellenger et Henri Andrieux, une performance saluée par de nombreux journalistes. Au mois de février suivant, il gagne le titre de champion de France de poursuite amateur en battant en finale Philippe Gaudrillet.
Roger Rivière décide de se consacrer entièrement au cyclisme pour la saison 1956 et abandonne son métier d'ajusteur. Licencié à l'UC Saint-Étienne, il est suspendu pour un mois entre mars et avril par la Fédération française de cyclisme pour double licence : le président de son club lui reproche d'avoir signé une autre licence dans un club concurrent, le VC Dorlay, bien que Roger Rivière n'ait jamais dépassé le stade des discussions avec ce dernier. Il envisage d'arrêter définitivement le cyclisme mais son ancien directeur de Saint-Étienne-Cycle, Angelo Mollin, le convainc de poursuivre. Dès son retour de suspension, il remporte le Prix du Puy. Après divers succès, il est sélectionné dans l'équipe des Espoirs sur la Route de France, une épreuve réservée aux amateurs et organisée au mois de juin par Jean Leulliot. Il y remporte la troisième étape entre Saint-Céré et Montauban, puis s'impose de nouveau dans la sixième étape Mauléon-Bagnères-de-Bigorre, malgré une chute dans la descente du col du Tourmalet. Le lendemain, dans la dernière étape qui mène les coureurs à Pau, il est victime d'une nouvelle chute et perd sa position de leader du classement général. La victoire finale revient à Raymond Mastrotto tandis que Roger Rivière se classe quatrième. Quelques semaines plus tard, il conserve son titre de champion de France de poursuite amateur, aux dépens de Philippe Gaudrillet.
Il est désigné leader de l'équipe de France pour le Tour d'Europe qui s'élance de Zagreb le 8 août suivant. Il remporte la première étape en battant au sprint l'Italien Roberto Falaschi et endosse le maillot de leader, qu'il perd le lendemain à Udine à la suite d'un incident mécanique qui lui fait perdre 14 minutes. Dans la cinquième étape entre Innsbruck et Ulm, il prend part à une échappée de cinq coureurs, parmi lesquels ses coéquipiers Marcel Rohrbach et Claude Leclercq. Membre de ce groupe, l'Italien Antonio Uliana gagne l'étape tandis que Roger Rivière reprend la tête du classement général. Il consolide sa position en remportant le contre-la-montre entre Étain et Longwy, la veille de l'arrivée, ce qui lui assure la victoire finale dans ce Tour d'Europe devant Marcel Rohrbach. La même année, il prend la troisième place du Critérium des As.

### Carrière professionnelle

#### Champion du monde de poursuite et recordman de l'heure (1957)

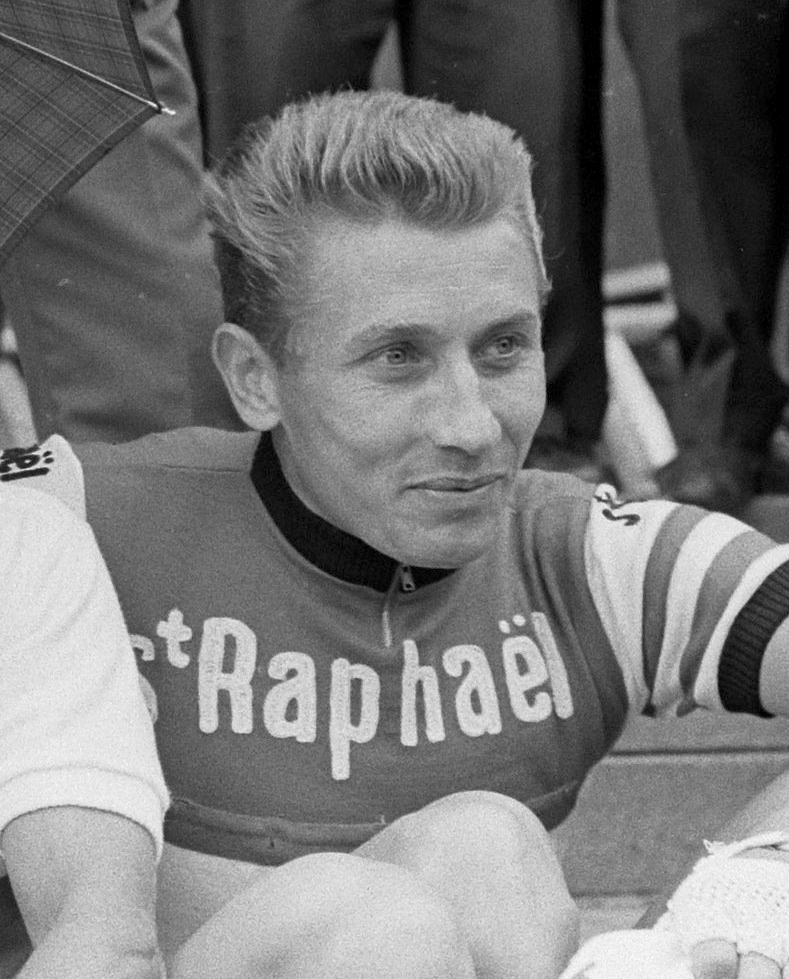
Jacques Anquetil est battu en finale du championnat de France de poursuite par Roger Rivière.

Les bonnes performances de Roger Rivière lui permettent de passer professionnel en 1957 au sein de la formation Saint-Raphaël-Géminiani. Il est également appelé à effectuer son service militaire et rejoint la bataillon de Joinville. Le 10 février, il échoue dans sa tentative de battre le record du monde des 10 kilomètres, détenu par Guido Messina. Un mois plus tard, au Vélodrome d'Hiver, il bat le record des 4 kilomètres, détenu jusqu'alors par Louis Aimar, au cours d'un match-poursuite contre Claude Le Ber. Il participe également à des épreuves sur route, comme Paris-Nice, dans lequel le bataillon de Joinville engage une équipe mais n'envoie ni soigneur, ni mécanicien. Sixième de la demi-étape contre-la-montre en Alès et Uzès, il ne prend que la dix-neuvième place du classement général,. En mai suivant, il gagne le titre de champion de France de poursuite, pour la première fois chez les professionnels, en battant le favori Jacques Anquetil en finale. En juillet, sur le vélodrome de Zurich, il bat le Suisse René Strehler et établit la meilleure performance mondiale de la saison sur 5 kilomètres. Il figure alors parmi les principaux favoris du championnat du monde de poursuite, disputé le 15 août à Rocourt, en Belgique ; il annonce dès le début de la compétition sa victoire en finale sur un autre Français, Albert Bouvet. Après avoir éliminé Guido Messina en demi-finale, il est effectivement opposé à Bouvet, qu'il domine d'un peu plus de 4 secondes pour remporter son premier titre mondial.
Les différents succès de Roger Rivière le convainquent de tenter de battre le record de l'heure, établi l'année précédente par Ercole Baldini. Dans la perspective de ce record, il s'aligne au départ de Manche-Océan, une épreuve contre-la-montre sur route, couru sur 127 kilomètres. Malgré sa huitième place, à plus de 10 minutes du vainqueur Joseph Morvan, il se montre satisfait car il était en tête des différents temps de passage dans les soixante premiers kilomètres, ce qu'il juge suffisant pour le record de l'heure. Il en est de même lors du Grand Prix Martini, à Genève, qu'il achève à plus de 7 minutes de Jacques Anquetil. Le 18 septembre, employant un vélo spécialement conçu pour l'occasion, il bat de 530 mètres la performance de Baldini et établit un nouveau record du monde de l'heure avec 46,923 kilomètres parcourus sur le vélodrome Vigorelli de Milan,, encouragé notamment par Fausto Coppi, ancien recordman de l'épreuve entre 1942 et 1956. En récompense, il est alors nommé caporal. Un mois plus tard, il se fracture une clavicule lors d'une réunion au Vélodrome d'Hiver. Fin décembre, il effectue sa rentrée lors d'un omnium dans lequel il est opposé à Fausto Coppi et Jacques Anquetil. Vainqueur de trois épreuves sur quatre, il remporte cette affiche présentée comme le « Match des 3 recordmen du Monde de l'heure » dans la presse. Il est élu « Champion des champions français » par le magazine L'Équipe pour l'année 1957.

#### Deuxième titre mondial et nouveau record de l'heure (1958)

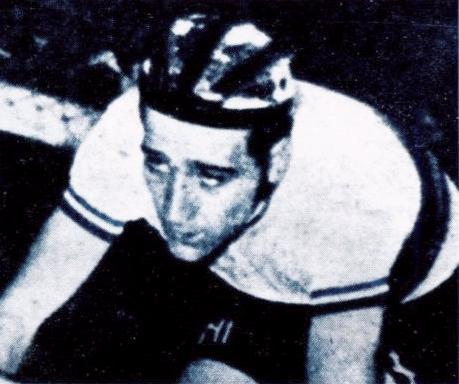
Roger Rivière à la fin des années 1950.

Le 8 février 1958, Roger Rivière embarque avec ses camarades du bataillon de Joinville à bord du Ville d'Alger en vue d'effectuer une mission militaire de trois mois en Algérie. Il séjourne d'abord près de Boufarik et participe à des patrouilles en Kabylie, puis garde pendant un mois une poudrerie de cheddite près de Tidjelabine. Il est de retour en France au début du mois de mai et dans les semaines qui suivent, il perd son titre de champion de France de poursuite, battu en finale par Albert Bouvet. Cette défaite ne le surprend pas : à son retour d'Algérie, il dépasse de six kilogrammes son poids de forme et peine à retrouver son rythme. Il suit les conseils de son directeur sportif Raymond Louviot et s'aligne au départ du Tour de l'Ouest, où il n'a d'autre ambition que de retrouver sa condition physique optimale. Dans la première étape entre Lisieux et Granville, il suit l'échappée décisive qui permet à l'Italien Nino Defilippis de l'emporter puis, dans les étapes suivantes, il défend la position de leader de son coéquipier Gilbert Scodeller qui gagne le classement général final.
Il obtient ensuite son deuxième titre de champion du monde de poursuite, à Paris, en se montrant nettement supérieur à ses adversaires. Dès le premier tour, opposé à Franco Gandini, il réalise une performance exceptionnelle en parcourant les cinq kilomètres en 5 min 59 s. Il établit ainsi un nouveau record et devient le premier cycliste à rouler à plus de 50 km/h de moyenne sur cette distance. Il franchit chaque tour avec la même aisance et s'impose logiquement en finale face à Leandro Faggin. Au mois de septembre, il affronte Ercole Baldini en poursuite sur dix kilomètres sur le vélodrome Vigorelli et inflige à l'Italien une véritable humiliation en le rejoignant après un peu plus de six kilomètres de course. Ce succès, comme d'autres qu'il remporte lors de sa tournée sur les vélodromes italiens les jours suivants, lui permet d'envisager un nouveau record de l'heure.
Douze mille spectateurs assistent à sa nouvelle tentative le 23 septembre. Il s'élance une première fois mais doit s'arrêter dès le troisième tour à la suite d'une crevaison. Il prend donc un deuxième départ et mène un rythme soutenu, de sorte qu'il améliore à chaque tour ses propres temps de passage. La barre des 48 km/h de moyenne semble à sa portée mais une nouvelle crevaison intervient à douze minutes de la fin. Il monte alors sur un autre vélo que lui tendent ses mécaniciens et malgré les 22 secondes qu'il perd dans ce changement, il reste en avance sur le record. Roger Rivière établit ainsi une nouvelle marque de référence avec 47,346 kilomètres parcourus dans l'heure. Après ce nouvel exploit, il dit renoncer à une autre tentative et affirme sa volonté de se consacrer désormais aux épreuves sur route. Au mois de novembre, il participe aux Six Jours de Paris mais il chute après un peu plus de deux heures de course, à la suite d'un accrochage avec Jacques Anquetil et Ferdinando Terruzzi. Il souffre d'une fracture du pubis et d'une fêlure du bassin qui l'obligent à respecter une immobilisation de quarante jours.

#### Troisième titre mondial et premiers pas sur le Tour de France (1959)

##### Début de saison et victoires d'étapes sur le Tour d'Espagne

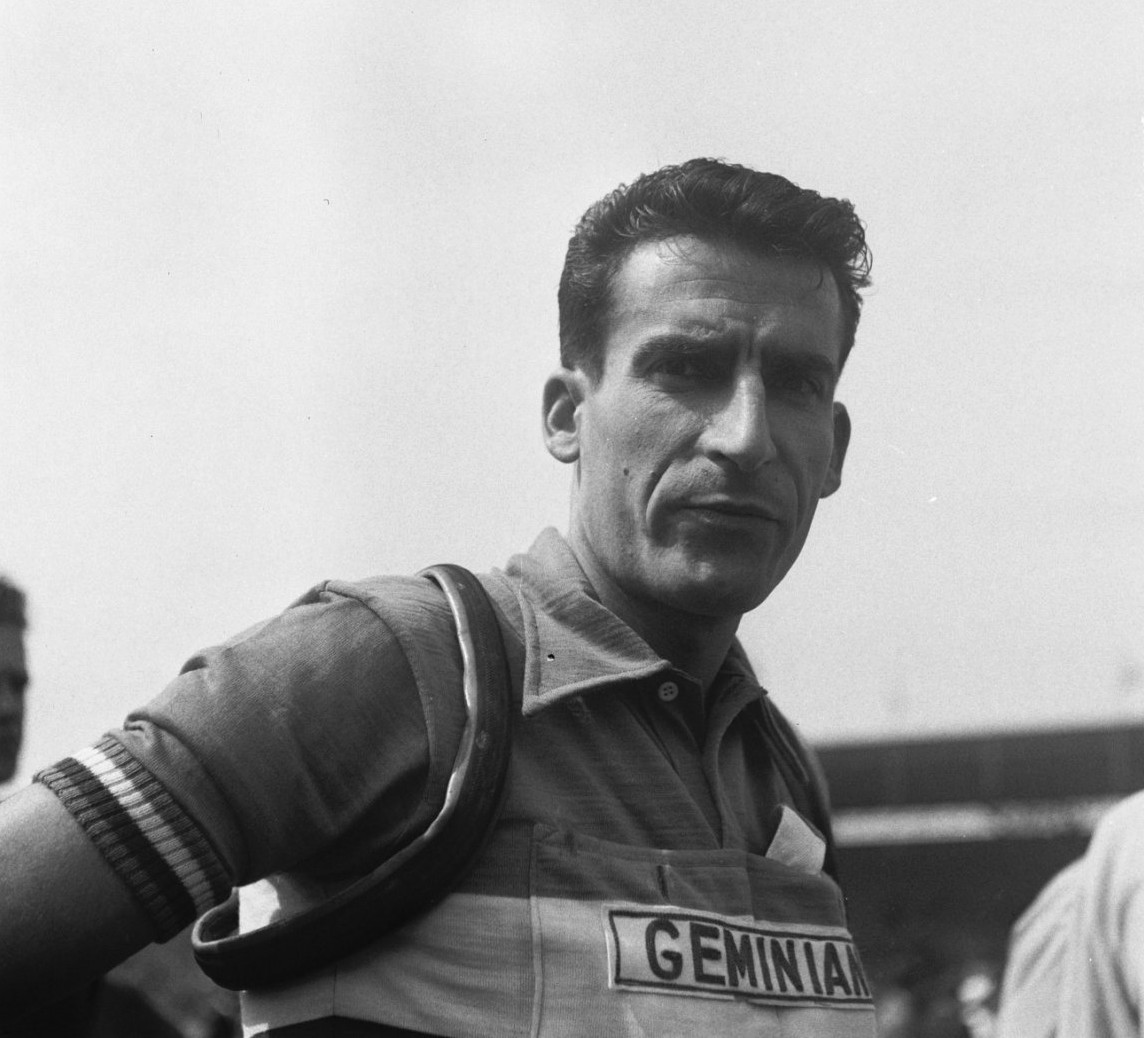
Raphaël Géminiani accompagne Rivière lors de ses premières performances professionnelles sur route.

Au début de la saison 1959, son coéquipier Raphaël Géminiani le met en relation avec Raymond Le Bert, l'ancien soigneur de Louison Bobet et qui accepte alors de travailler avec Roger Rivière. Bien qu'il n'ait que peu d'expérience de la route, Rivière se montre très ambitieux et déclare notamment : « Si je cours le Tour de France, ce sera avec l'espoir de ramener le maillot jaune à Paris. » Avec Raphaël Géminiani, ils proposent à Marcel Bidot, sélectionneur de l'équipe de France, une « entente des quatre grands » du cyclisme français sur le Tour. Mis devant le fait accompli, Jacques Anquetil et Louison Bobet acceptent, non sans préciser qu'ils s'y estiment contraints. Cet accord de principe vole cependant en éclats lors d'une discussion entre les quatre coureurs. Dès les premières épreuves, de la saison, Roger Rivière se distingue en remportant notamment le Grand Prix d'Alger avec Raphaël Géminiani et Gérard Saint ou en finissant deuxième du Grand Prix de Lodève. Dans Paris-Nice-Rome, le premier grand rendez-vous de la saison, il se classe troisième de la première étape entre Paris et Gien, puis ne s'incline que d'une seconde face à Jacques Anquetil dans le contre-la-montre entre Uzès et Vergèze lors de la cinquième étape. Rivière se met ensuite au service de son coéquipier Gérard Saint, finalement deuxième de l'épreuve derrière Jean Graczyk, et démontre ses qualités de grimpeur en tentant plusieurs fois des échappées, comme dans la montée vers La Turbie ou vers San Gimignano. Il prend la septième place du classement général final.
Fin mars, il n'obtient que la seizième place dans le Critérium national à Montlhéry, mais remporte ensuite la course de côte du mont Faron en repoussant de purs grimpeurs comme Federico Bahamontes à plus d'une minute et Charly Gaul à près de trois. Ce succès le rassure ainsi sur sa capacité à suivre les meilleurs grimpeurs dans les ascensions. Le manager Daniel Dousset lui propose ensuite de battre le record de l'heure du Vélodrome d'hiver de Paris avant sa démolition. Malgré l'opposition de Raymond Le Bert, son soigneur, qui considère que ce nouvel effort intense sur piste ne peut avoir que des conséquences néfastes sur sa préparation en vue du Tour, Roger Rivière accepte le contrat qui lui rapporte 800 000 francs. Le 17 avril, il établit le nouveau record de la piste en parcourant 45,732 kilomètres, mais celui-ci n'est pas homologué en raison d'un vice de forme dans la disposition des sacs de sable autour de la piste.
La semaine suivante, il prend le départ du Tour d'Espagne, son premier grand tour. Dans la onzième étape entre Lérida et Pampelune, il tente une échappée malgré la position de son coéquipier Pierre Everaert, leader du classement général. Deux crevaisons le retardent car son directeur sportif, resté aux côtés d'Everaert, ne peut le dépanner. Il répare seul et rejoint le groupe de tête après sa première crevaison, mais doit patienter dix minutes pour être secouru après son deuxième incident. Rejoint par le groupe Everaert, il accuse un retard de treize minutes sur les hommes de tête à l'arrivée de l'étape. La presse l'accuse alors d'avoir sacrifié la première place d'Everaert pour jouer sa carte personnelle, tout en soulignant qu'il perd lui aussi ses chances de remporter ce Tour d'Espagne. Vainqueur du contre-la-montre entre Eibar et Vitoria puis de l'avant-dernière étape à Bilbao, Roger Rivière se classe finalement sixième à plus de dix-sept minutes d'Antonio Suárez.
Roger Rivière connaît alors une série de déceptions. Malgré un succès d'étape contre-la-montre sur le Critérium du Dauphiné, il est devancé par Henry Anglade et Raymond Mastrotto et se classe troisième du classement général. Invité à une réunion sur piste à Forlì, en Italie, il y est battu par plusieurs coureurs dont Jacques Anquetil et Ercole Baldini puis, dans le championnat de France, il abandonne à quinze kilomètres de l'arrivée.

##### Au pied du podium sur le Tour de France
Jacques Anquetil, Louison Bobet, Roger Rivière et Raphaël Géminiani sont à nouveau réunis en juin, à Poigny-la-Forêt, quelques jours avant le départ du Tour de France, par Marcel Bidot. Ils signent finalement un accord visant à assurer l'unité de l'équipe de France, un accord que de nombreux spécialistes du cyclisme jugent intenable en raison de la personnalité de ces champions. La sélection française réussit ses débuts sur l'épreuve avec les victoires d'étapes d'André Darrigade, Jean Graczyk et Robert Cazala, ce dernier étant également porteur du maillot jaune. Roger Rivière marque les esprits dans la sixième étape, un contre-la-montre de 45 kilomètres entre Blain et Nantes. Il s'impose en reléguant Ercole Baldini à 21 secondes et Jacques Anquetil à près d'une minute. Bobet et Géminiani finissent à plusieurs minutes, si bien que l'équipe de France ne semble plus présenter que deux leaders. Dans l'étape entre Bayonne et Bagnères-de-Bigorre, Roger Rivière souffre de maux d'estomac en raison d'écarts de nourriture commis la veille lors de la journée de repos. Il est distancé par Charly Gaul, tenant du titre, et l'Espagnol Federico Bahamontes dans les pentes du col du Tourmalet.
Dans la treizième étape Albi-Aurillac, Anquetil, Bahamontes et Baldini s'échappent, piégeant ainsi Charly Gaul au sein du peloton. Ce dernier mène une poursuite acharnée mais sous les effets de la chaleur, il subit une violente défaillance. Roger Rivière, resté à ses côtés pour protéger l'échappée d'Anquetil, tente alors de refaire son retard, mais il doit concéder quatre minutes à l'arrivée,. À l'arrivée de l'étape, le soigneur Raymond Le Bert découvre une trace de piqûre sur la cuisse de Roger Rivière alors que celui-ci se trouve sur la table de massage. Fervent opposant au dopage, il met immédiatement fin à leur collaboration. Lors du contre-la-montre en côte du puy de Dôme, la quinzième étape, Federico Bahamontes domine largement ses adversaires. Rivière prend la quatrième place à 3 min 37 s, quelques secondes devant Anquetil mais il perd du temps sur le troisième de l'étape, le champion de France Henry Anglade, qui figure au deuxième rang du classement général. Bahamontes s'empare du maillot jaune à Grenoble, après une attaque menée avec Charly Gaul. Le lendemain vers Aoste, alors que le leader espagnol a perdu du terrain dans une descente, Anquetil et Rivière ne s'entendent pas et refusent également de coopérer avec Anglade, favorisant ainsi le retour de Bahamontes. Ce soutien affiché au maillot jaune s'explique par la volonté d'Anquetil et Rivière de nuire à Henry Anglade, engagé au sein de l'équipe régionale Centre-Midi et dont la réussite fait de l'ombre aux vedettes de l'équipe de France. Leur inaction scelle par là même leur propre défaite, au grand désarroi de Marcel Bidot,.
Rivière remporte le contre-la-montre de Dijon, la veille de l'arrivée, et termine ce Tour de France à la quatrième place, juste derrière Anquetil, tandis que la victoire finale revient à Federico Bahamontes. À l'arrivée au parc des Princes, l'équipe de France est huée par le public et la popularité de Jacques Anquetil et Roger Rivière est en berne,.

##### Triple champion du monde de poursuite

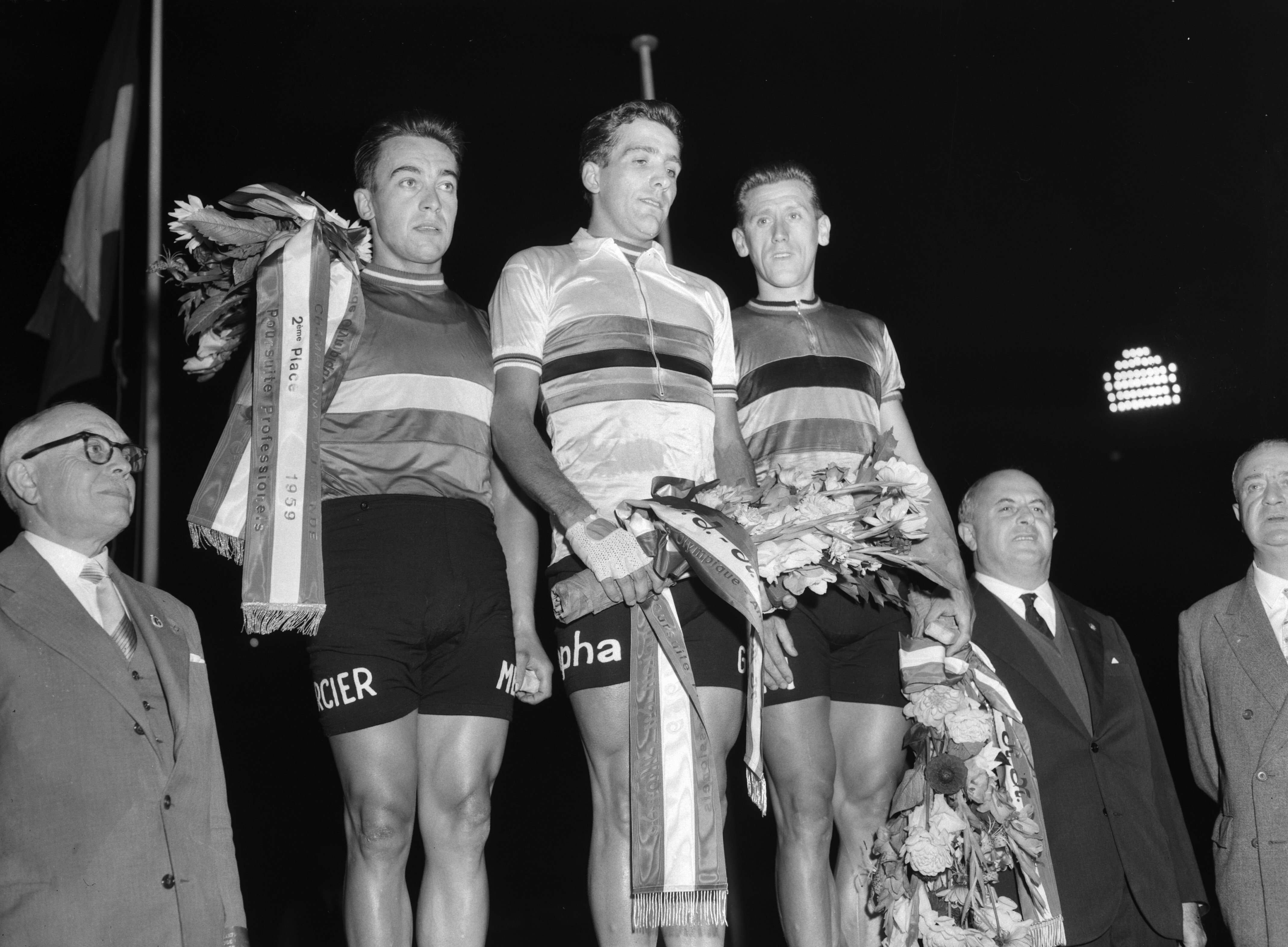
Roger Rivière au centre après son troisième titre mondial.

Au mois d'août, Roger Rivière remporte un troisième titre consécutif de champion du monde de poursuite, sur le vélodrome d'Amsterdam. Dès les séries, il bat le record de la piste, établi onze ans plus tôt par Gerrit Schulte. Mis en difficulté en demi-finale par Leandro Faggin, il doit s'employer pour devancer son adversaire, puis s'impose en finale face au Français Albert Bouvet, comme deux ans auparavant. Auréolé de ce nouveau titre, il s'aligne au Grand Prix des Nations avec la ferme intention de battre le record de vitesse de Jacques Anquetil, vainqueur des six dernières éditions. Après un départ rapide, Rivière semble en difficulté dans la vallée de Chevreuse. À l'arrivée, il est battu par Aldo Moser pour quatre secondes et doit se contenter de la deuxième place.
Les différents résultats obtenus par Roger Rivière au cours la saison 1959 lui valent de prendre la deuxième place du Super Prestige Pernod derrière Henry Anglade. Ce classement, dont c'est la première édition, vise à récompenser le coureur ayant été le plus performant sur les épreuves françaises au cours de l'année, par un système d'attribution de points.

#### Fin brutale de carrière (1960)

##### Un début de saison décevant
Roger Rivière fait du Tour de France l'objectif prioritaire de sa saison. À la fin du mois de février, il souffre d'un déplacement de vertèbres à la suite d'une chute lors d'un critérium disputé à Alger. À court de forme sur Paris-Nice, il est largement distancé dans la quatrième étape à Saint-Étienne, où il arrive à plus de vingt minutes des vainqueurs. Il se mue alors en équipier pour François Mahé, finalement deuxième du classement général, et se distingue de son côté en prenant la deuxième place du contre-la-montre à Nîmes derrière Romeo Venturelli, puis la troisième place de la dernière étape à Nice, battu au sprint par Rik Van Looy et Gilbert Desmet. Sur Paris-Roubaix, il se lance dans une échappée avec Louison Bobet peu après le départ de la course, mais les deux hommes sont rejoints à Arras et Rivière abandonne ensuite sur chute.
Malgré une victoire d'étape en contre-la-montre sur les Quatre Jours de Dunkerque devant Joseph Planckaert, il connaît une nouvelle déception sur le Tour du Sud-Est, dont il est l'un des favoris mais où il ne peut faire mieux qu'une huitième place au classement général. Il renonce au Grand Prix du Midi libre sur les conseils de son directeur sportif Raymond Louviot et effectue son retour sur le Critérium du Dauphiné libéré. Vainqueur du contre-la-montre à Annecy devant Raymond Mastrotto, il se classe finalement au onzième rang de l'épreuve. La presse s'interroge et s'inquiète du niveau réel de Roger Rivière en vue du Tour, de même que son entourage, qui lui reproche notamment d'accepter des contrats sur piste au lieu d'axer sa préparation sur les seules épreuves sur route. Ainsi, à quelques jours du départ du Tour, il renonce à s'engager sur les Boucles de la Seine mais se présente à une réunion sur la piste du Parc des Princes. Le docteur Pierre Dumas, médecin du Tour de France, met lui aussi en doute la capacité de Roger Rivière à terminer l'épreuve, en raison de ses douleurs aux vertèbres.

##### Premières étapes du Tour de France (26 juin-9 juillet)

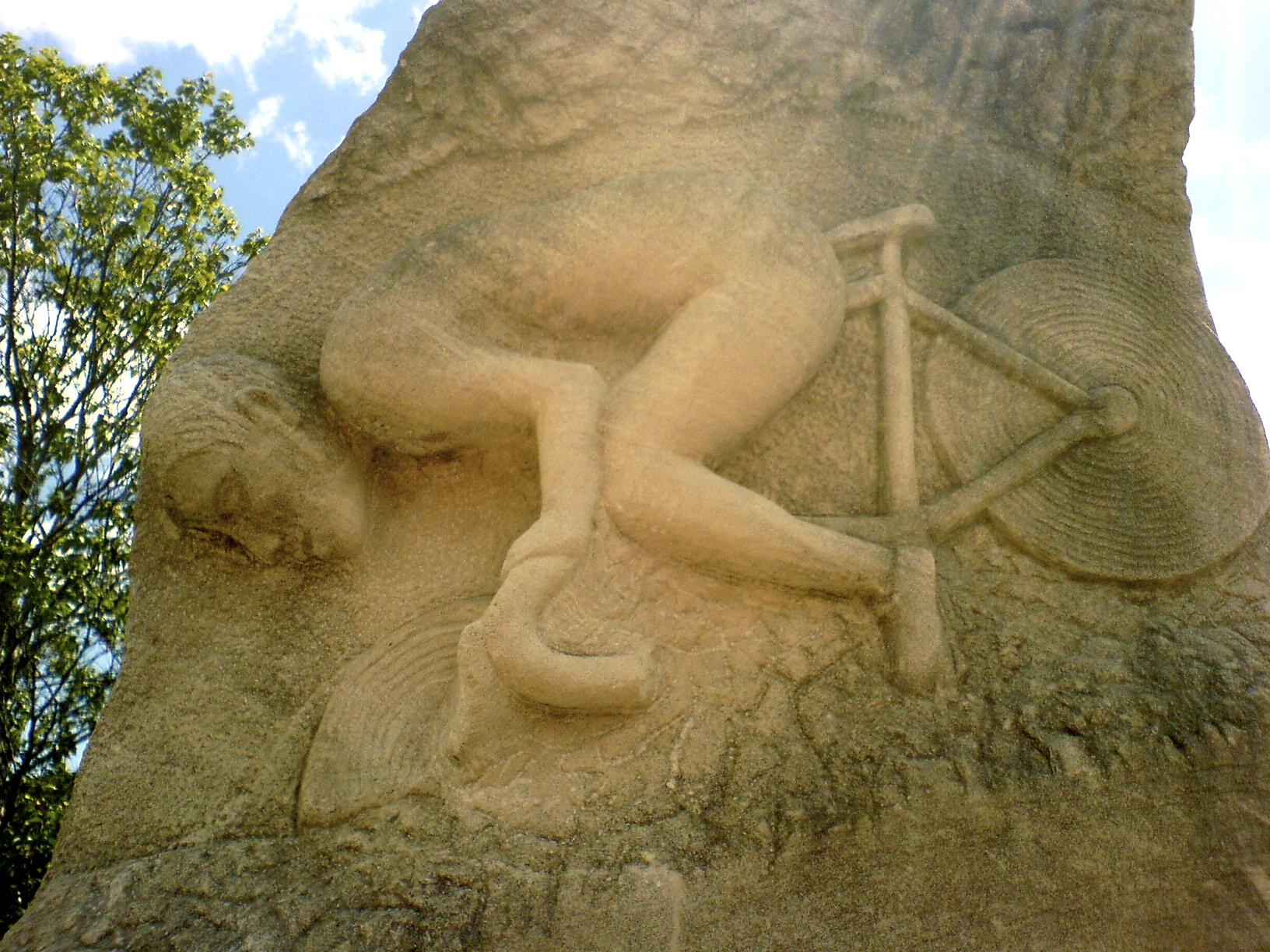
La stèle en hommage à Roger Rivière au col de Perjuret.

Au départ de Lille le 26 juin, il figure néanmoins parmi les principaux favoris du Tour et partage le rôle de leader de l'équipe de France avec Henry Anglade ; de son côté, Jacques Anquetil a fait l'impasse sur le Tour, usé par sa victoire au Tour d'Italie. Après avoir manqué la bonne échappée dans la demi-étape du matin, Roger Rivière s'impose l'après-midi dans le contre-la-montre disputé autour du stade du Heysel de Bruxelles et repousse l'Italien Gastone Nencini, nouveau maillot jaune, à plus de trente secondes. Dans la quatrième étape, c'est Anglade qui prend le maillot jaune ; il félicite après sa victoire d'étape Rivière, qui a observé une certaine neutralité durant l'offensive de son coéquipier. 
Dans la sixième étape (Saint-Malo-Lorient), Rivière se lance dans une échappée avec Nencini, Hans Junkermann et Jan Adriaensens alors même que le maillot jaune est sur les épaules de Henry Anglade depuis deux étapes. Le directeur sportif de l'équipe de France, Marcel Bidot, demande à Rivière de ne pas relayer ses compagnons d'échappée, sans succès. Les quatre hommes franchissent la ligne d'arrivée avec près de quinze minutes d'avance sur le peloton tandis que Rivière s'impose de peu au sprint devant Nencini. Adriaensens endosse le maillot jaune, tandis que Rivière remonte au troisième rang, à un peu plus de deux minutes du leader. Une rivalité naît alors entre Rivière et Anglade, qui l'accuse d'avoir précipité la perte de son maillot jaune, de même qu'une partie de la presse et du public.
Roger Rivière remporte une troisième victoire d'étape à Pau, tandis que Gastone Nencini endosse le maillot jaune. Pris de vomissements le lendemain, Rivière concède une minute à Nencini à l'arrivée à Luchon. Il reste cependant confiant quant à ses chances de victoire finale, s'estimant capable de limiter l'écart en montagne avec le coureur italien et de le surclasser dans le contre-la-montre prévu à Besançon à deux jours de l'arrivée.

##### Accident dramatique dans l'étape Millau-Avignon (10 juillet)
Le 10 juillet, au départ de la quatorzième étape à Millau, Roger Rivière pointe à la deuxième place du classement général, à 1 min 38 s de Nencini. Après un début d'étape relativement calme, Louis Rostollan mène le peloton à haute vitesse dans la descente du col de Perjuret devant Nencini et Rivière. Ce dernier, qui se sait moins bon descendeur que son rival italien, s'accroche à sa roue. 
Dans un virage sec que Rostollan et Nencini peinent à négocier, Roger Rivière perd le contrôle de sa machine et heurte le muret de pierre qui borde la route. Précipité dans le ravin, il chute de 25 mètres et s'écrase en contrebas sur un lit de branchages qui recouvre le lit pierreux d'un ruisseau. Louis Rostollan, qui a entendu la chute, remonte la pente et alerte les suiveurs, dont le directeur sportif Bidot, qui n'ont alors rien vu. 
Le docteur Dumas apporte les premiers soins au coureur, conscient mais incapable de bouger, qui est ensuite transporté en ambulance, puis en hélicoptère (le col ne permettant pas un transport direct par hélicoptère) vers l'hôpital de Montpellier où le rejoint son épouse qui assistait au passage de la course quelques kilomètres avant le pied du col de Perjuret. Les examens menés au centre de radiochirurgie révèlent des fractures par tassement de la neuvième vertèbre dorsale et de la première vertèbre lombaire.

##### Convalescence

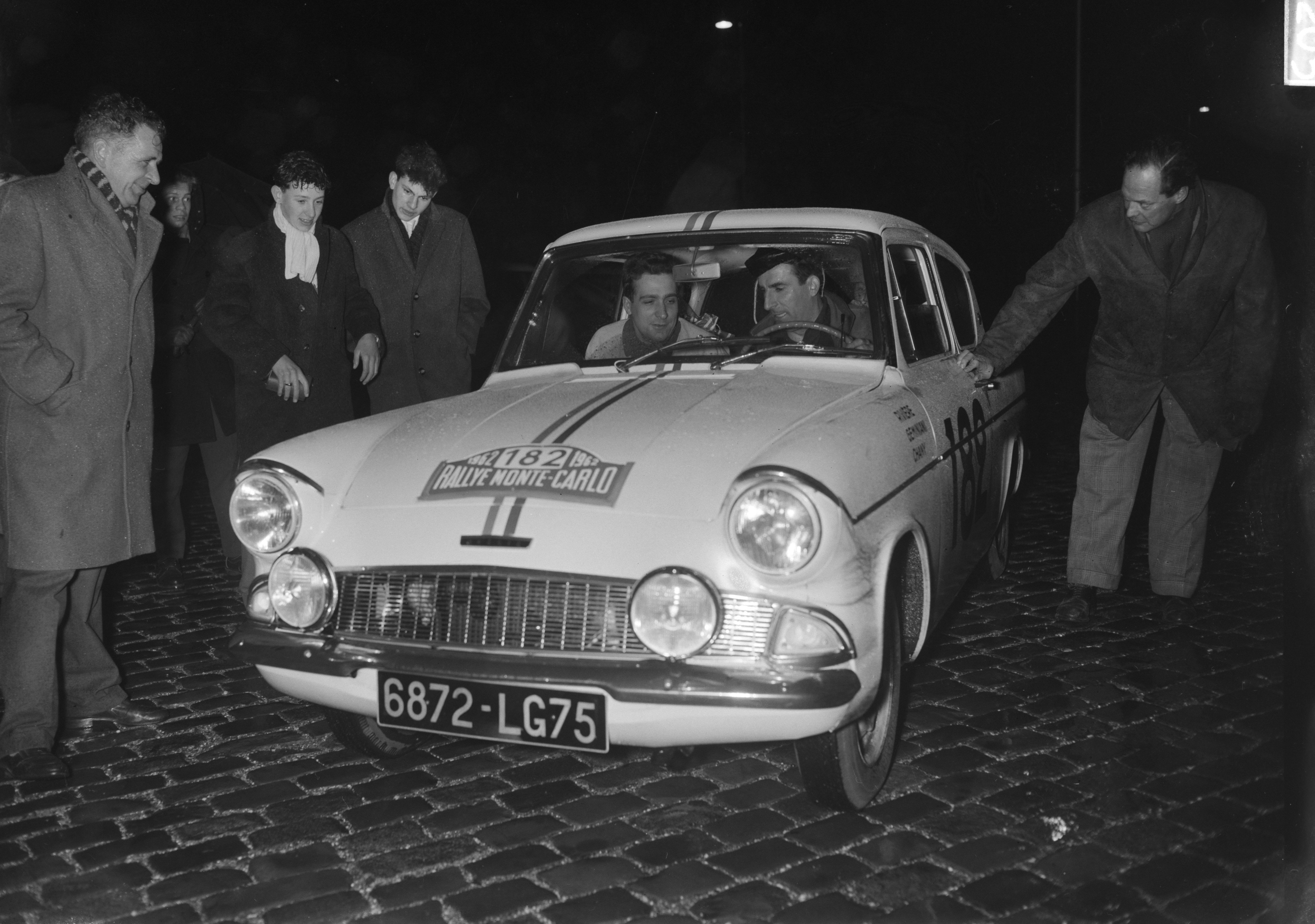
Roger Rivière (sur le siège passager) et Raphaël Géminiani participent au Rallye Monte-Carlo 1962.

Après quatre jours de paralysie, Roger Rivière recouvre peu à peu la mobilité de ses membres inférieurs. Le 22 juillet, il est transféré au centre de rééducation de Lamalou-les-Bains où il est pris en charge par le docteur Jean Ster. Il y réapprend à marcher mais doit renoncer à sa carrière de coureur cycliste : invalide, la motricité de ses jambes subit 10 à 20 % de déficit, de même qu'un déficit sensitif de 10 %. Il rentre chez lui, à Veauche, le 21 août.

### Reconversion difficile
Ne pouvant plus faire de courses de vélo, Roger Rivière s'intéresse à d'autres sports : il participe ainsi au Rallye automobile Monte-Carlo en 1962, faisant équipe avec un autre ancien coureur cycliste, Raphaël Géminiani sur Ford Anglia. Quelques jours plus tard, il est victime d'un accident de la route et souffre de contusions thoraciques, tandis que sa femme est elle aussi légèrement blessée.
Pour calmer les douleurs consécutives à son accident dans le col de Perjuret, Roger Rivière absorbe une dose trop élevée de palfium, développant ainsi un phénomène d'accoutumance. Il vend plus tard sa propriété de Veauche et ouvre un café-restaurant à Saint-Étienne, « Le Vigorelli », du nom du vélodrome de Milan où il a battu à deux reprises le record de l'heure. Mal conseillé et peu qualifié pour diriger des affaires, il connaît une série de faillites frauduleuses : après l'achat du Vigorelli, il acquiert un camp de vacances à Loriol-sur-Drôme, un garage automobile Simca à Saint-Étienne, puis un bar à Genève, ou plus tard la discothèque « Le Liberty », de nouveau à Saint-Étienne mais toujours sans succès. Malgré plusieurs cures de désintoxication, sa dépendance au palfium s'accroît et Rivière va jusqu'à consommer sept fois la dose quotidienne autorisée. À la fin de l'année 1967, il comparaît devant le tribunal correctionnel de Saint-Étienne avec trois médecins pour infraction à la législation sur les stupéfiants où il est condamné à 200 francs d'amende avec sursis. En 1972, il est mis en cause par le chef d'un gang de malfaiteurs accusés d'avoir commis un hold-up à la gare d'Alès trois ans plus tôt. Alors qu'il clame son innocence aux enquêteurs, il est écroué à la maison d'arrêt de La Talaudière, puis conduit deux jours plus tard au palais de justice d'Alès où il est confronté au chef du gang qui maintient son accusation envers Rivière. Ce dernier est inculpé de vol qualifié mais remis en liberté afin de se soigner, avant d'être mis finalement hors de cause.

### Maladie, mort et funérailles (1975-1976)
Au cours de l'année 1975, Roger Rivière s'inquiète de sa voix qui se fait de plus en plus sourde. Les examens qu'il passe révèlent un cancer du larynx, probablement dû à sa consommation de palfium. Il subit une intervention chirurgicale à la clinique de Passy au début du mois de janvier 1976 afin d'effectuer une ablation partielle des cordes vocales. 
De retour à son domicile à Saint-Galmier, où il s'est installé quelques années auparavant, son état s'aggrave. Il doit recevoir des séances de chimiothérapie qui affaiblissent ses poumons, déjà fragilisés par les doses massives de palfium qu'il a consommées. 
Après une dernière hospitalisation, à la suite d'une crise d'étouffement, il meurt à Saint-Galmier le 1er avril 1976. Il est inhumé au cimetière de Veauche.

### Vie privée
En 1959, Roger Rivière épouse Huguette Liogier, une amie d'enfance née au Chambon-Feugerolles et qui a grandi comme lui à Saint-Étienne. Leur mariage a lieu le 12 octobre à Veauche où le couple possède une maison bourgeoise. Ensemble, ils ont une fille, Patricia, née en 1963. Ils divorcent en 1966, l'année où Roger Rivière rencontre Monique Etaix, originaire de La Ricamarie, qui devient sa seconde épouse en août 1970, et dont il a deux enfants, Stéphen et Valérie.

## Style, personnalité et caractéristiques

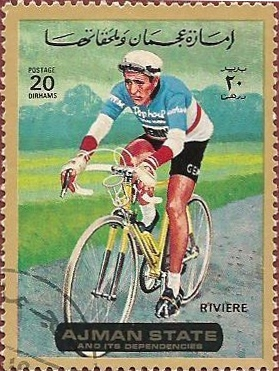
Roger Rivière sur un timbre d'Ajman (Émirats arabes unis) de 1972.

Coureur complet, excellent rouleur, Roger Rivière étonne les spécialistes de l'époque par sa précocité. Jean-Paul Ollivier, qui lui consacre une biographie, le présente comme un sportif d'exception et met l'accent sur ses qualités physiques. Il souligne que Rivière n'est jamais essoufflé quel que soit l'effort produit, une particularité qu'il tient d'un rythme cardiaque plus faible que la normale et qui peut descendre à moins de 50 pulsations par minute au repos. Il précise également que Rivière est un athlète méticuleux dans la préparation de son matériel et qui fait preuve d'ingéniosité, comme lorsqu'il choisit de gonfler les boyaux de son vélo à l'hélium avant ses tentatives de record de l'heure. Dès le début de la carrière du champion, le journaliste Pierre Chany le compare aux plus grands coureurs et met en avant son intelligence de course : « Sa manière en compétition est celle de Louison Bobet, Ferdi Kubler ou Fausto Coppi : toujours en tête des pelotons, l'œil aux aguets, prêt à la riposte. Il n'est pas facile de le prendre par le revers. [...] Si nous devions le comparer à quelques coureurs actuels, nous dirions que Roger Rivière, au cours de sa première saison de routier professionnel, roule aussi bien que Jacques Anquetil, mieux que Baldini ; qu'il grimpe aussi bien que Bahamontes ; qu'il sprinte à peu près comme Baffi ou Hassenforder. »
Personnage extraverti, il est « l'homme des éclats de rire » selon l'expression du journaliste Christophe Penot, mais son ambition, qu'il affiche sans limite à coups de déclarations dans la presse, lui vaut quelques critiques et fait naître des rivalités avec certains champions de son époque, comme Jacques Anquetil. Les deux hommes se craignent tellement qu'ils n'osent s'attaquer sur le Tour 1959, favorisant la victoire de Federico Bahamontes.

## Roger Rivière et la question du dopage
L'accident de Roger Rivière sur le Tour de France 1960 relance la question du dopage. Après son arrivée à la clinique de Montpellier, la diététicienne Clarisse Brobecker qui suit le coureur découvre dans une poche de son maillot un cachet de palfium et plusieurs pilules d'amphétamines. Il ne fait selon elle aucun doute qu'il en a absorbées au départ de la course. Le palfium, un puissant analgésique, a notamment pour effet secondaire de retarder les réflexes par son action sédative. Selon les médecins, la perte de sensibilité dans les doigts et ce retard dans les réflexes est la cause la plus plausible de la chute du champion. Auparavant, il s'était rapproché de l'un des soigneurs de l'équipe de France, Julien Schramm, connu dans le milieu du cyclisme pour ses médications axées sur les produits dopants ; son directeur sportif Marcel Bidot avait fermé les yeux sur cette proximité.
Au cours de sa carrière, Roger Rivière s'est montré favorable aux pratiques dopantes dans le milieu sportif. Contrairement à de nombreux coureurs qui souhaitent les maintenir secrètes, il considère qu'elles font naturellement partie de la préparation d'un cycliste. Alors que plusieurs journalistes comme Pierre Chany ou Robert Chapatte dénoncent la prise de méthédrine par la plupart des coureurs avant le départ du Grand Prix des Nations 1959, dans lequel Rivière se classe deuxième, ce dernier affirme dans un entretien accordé à René de Latour qu'il est favorable au recours aux produits dopants, « à condition toutefois qu'il ne s'agisse jamais de soins empiriques mais scientifiques ». La question du dopage est notamment à l'origine de la rupture du coureur avec son soigneur Raymond Le Bert, qui condamne fermement ces pratiques, après seulement six mois de collaboration. Les positions de Rivière sur cette question s'inscrivent dans un contexte où la lutte antidopage est inexistante. À cette époque, la conscience des effets négatifs et des dangers de la prise d'amphétamines est fortement méconnue et ne grandit que dans les années 1960 à la suite de plusieurs incidents, parfois mortels, dont celui de Roger Rivière. Les premières lois antidopage sont seulement votées en 1965 et les premières sanctions interviennent l'année suivante.
En 1967, comme de nombreux coureurs, Roger Rivière reconnaît avoir fait usage d'amphétamines et de solucamphre au cours de sa carrière, notamment avant sa tentative de record de l'heure en 1958,. La même année, il est condamné en compagnie de trois médecins le fournissant, pour infraction à la législation sur les stupéfiants.

## Palmarès

### Palmarès sur route

#### Amateur
| - 1953 - Grand Prix des Canuts - 1954 - Prix de Rive-de-Gier - Prix du Monastier - 1955 - Circuit d'Auvergne - Grand Prix Philips - Circuit de Saint-Étienne-Cycles - Grand Prix de Firminy - Grand Prix de Brioude - Grand Prix de Ferrière - Grand Prix de Bussières - Grand Prix de Bourg-en-Bresse - 2e du championnat de France des sociétés | - 1956 - Tour d'Europe : - Classement général - 1re et 9eb étapes - 3e et 6e étapes de la Route de France - Grand Prix de Tence - Prix de Fay-sur-Lignon - Prix du Puy - Prix de Sury-le-Comtal - Prix de Tournon - Prix Martini - Grand Prix de Suze - 3e du Critérium des As |  |

#### Professionnel
| - 1958 - 3e du Trophée Baracchi (avec Gérard Saint) - 1959 - 14e et 16e étapes du Tour d'Espagne - 6e et 21e étapes du Tour de France - Course de côte du mont Faron (contre-la-montre) - Grand Prix d'Alger (avec Gérard Saint et Raphaël Géminiani) - 7ea étape du Critérium du Dauphiné libéré - 2e du Super Prestige Pernod - 2e du Grand Prix des Nations - 2e de la Roue d'Or de Daumesnil - 2e du Grand Prix de Lodève - 3e du Critérium du Dauphiné libéré - 4e du Tour de France - 6e du Tour d'Espagne - 7e de Paris-Nice | - 1960 - 5eb étape du Critérium du Dauphiné libéré - 3eb étape des Quatre Jours de Dunkerque - 1reb, 6e et 10e étapes du Tour de France - Grand Prix d'Alger (avec Rudi Altig) |  |

### Résultats sur les grands tours

#### Tour de France
2 participations 
- 1959 : 4e, vainqueur des 6e et 21e étapes
- 1960 : abandon (14e étape), vainqueur des 1reb (contre-la-montre), 6e et 10e étapes

#### Tour d'Espagne
1 participation 
- 1959 : 6e, vainqueur des 14e et 16e étapes

### Palmarès sur piste
- 1955

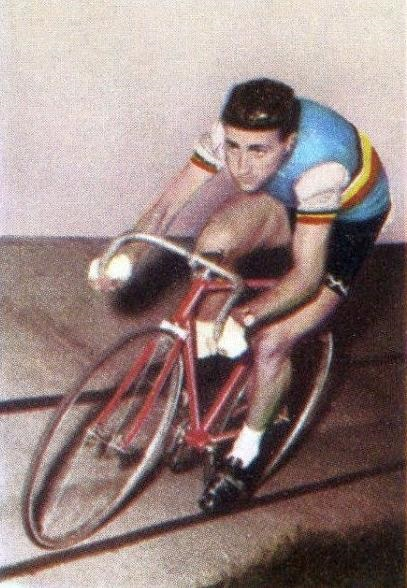
Roger Rivière en 1959 (photo colorisée l’affublant d’un maillot national belge !).

  - 2e du Championnat de France de poursuite amateurs
  - 2e du Championnat de France de poursuite par équipes amateurs
- 1956
  - Champion de France de poursuite amateurs
  - Champion de France d'hiver de poursuite
  - 3e du Championnat de France d'omnium
- 1957
  -  Champion du monde de poursuite
  -  Champion de France de poursuite
- 1958
  -  Champion du monde de poursuite
  - 2e du Championnat de France de poursuite
- 1959
  -  Champion du monde de poursuite

### Records
- Record de l'heure
  - 46,923 km, le 18 septembre 1957, au vélodrome Vigorelli de Milan
  - 47,346 km, le 23 septembre 1958, au vélodrome Vigorelli de Milan

En établissant ce record du monde, Roger Rivière améliore a fortiori le record de France. Celui-ci n'est battu qu'en 2015 par François Lamiraud
- Record du monde des 20 km sur piste
  - 25 min 15 s, le 18 septembre 1957, au vélodrome Vigorelli de Milan
  - 24 min 60 s, le 23 septembre 1958, au vélodrome Vigorelli de Milan
- Record du monde des 10 km sur piste
  - 12 min 31 s, le 18 septembre 1957, au vélodrome Vigorelli de Milan
  - 12 min 22 s, le 23 septembre 1958, au vélodrome Vigorelli de Milan
- Autres records
  - Record de l'heure du vélodrome d'Hiver, le 17 avril 1959, avec 45,732 km, non homologué en raison d'un vice de forme[6]
  - Record du monde des 10 km sur piste couverte, le 19 octobre 1958 au vélodrome d'Hiver de Paris, en 12 min 26 s

## Hommages et distinctions
Après son premier titre de champion du monde de poursuite et son record de l'heure en 1957, Roger Rivière reçoit successivement le titre de Champion des champions français L'Équipe, le Trophée Edmond Gentil de l'exploit cycliste de l'année et le Prix Henry Deutsch de la Meurthe de l'Académie des sports, qui récompense un fait sportif pouvant entraîner un progrès matériel, scientifique ou moral pour l'humanité. Un monument au col de Perjuret témoigne de sa chute dans la descente de ce col lors du Tour de France 1960, tandis que plusieurs lieux lui rendent hommage. Les villes de Saint-Galmier et La Grand-Croix ont donné son nom à des complexes sportifs,. De même, plusieurs rues évoquent sa mémoire, comme à Saint-Étienne, Veauche, Sargé-lès-le-Mans ou encore une avenue à Ytrac.